# 劉世衢
劉世衢（？年—？年），字何甫。江西省吉安府永新縣（今屬江西省吉安市）人，清朝政治人物。

## 經歷
年少時即早負才名，入豫章書院讀書，甚得張尚瑗器重。
雍正元年（1723年）癸卯鄉試經魁。
雍正五年（1727年）丁未科第二甲第十六名進士出身。授江西臨江府府學教授。
乾隆三年（1738年）改撫州府府學教授。教導士子有方，一生潛心纂寫著述。

## 著作
- 《洪範皇極補》六卷[3]
- 《滿香齋筆花吟》

## 家庭及關聯
- 父：劉森，康熙五十年經魁，考授內閣中書。
- 弟：劉世履。